# 竹村信昭
竹村 信昭（たけむら のぶあき、1959年2月13日 - ）は、日本の実業家。住友不動産代表取締役副社長、住友不動産販売代表取締役社長を経て、同社取締役会長兼住友不動産顧問。元不動産流通経営協会理事長。

## 人物・経歴
東京都出身。1981年一橋大学商学部卒業、住友不動産入社。マンション事業本部事業管理部長、執行役員経理部長、常務執行役員企画本部副本部長、取締役企画室長を経て、2008年取締役財務本部長。2010年代表取締役財務本部長。2013年代表取締役副社長。2016年代表取締役副社長管理本部長。
2021年住友不動産代表取締役副社長管理本部長兼住友不動産販売監査役。2022年住友不動産販売代表取締役社長兼、住友不動産取締役専務執行役員グループコンプライアンス統括、不動産流通経営協会理事長。2023年不動産流通経営協会副理事長。2024年住友不動産販売取締役会長、住友不動産顧問。